# 白山博基
白山 博基（しらやま ひろき、1987年1月25日 - ）は日本で活動するミュージカル俳優である。元劇団四季所属。奈良県出身。

## 来歴
奈良県立高円高等学校から大阪音楽大学音楽学科声楽専攻に進学した。在学中はオペラ出演等の活動を行い2009年3月に卒業した。同年4月から劇団四季研究所へ入所し、同年10月30日に上演されたエルコスの祈り全国公演のポール役で初舞台出演を果たした。しかしその後四季を退団しオリエンタルランドへ入社し東京ディズニーリゾートのダンサーとして活動していた。2014年よりブロードウェイ・ライン・カンパニーに移籍し、7月からミス・サイゴンに出演している。

## 主な出演
- エルコスの祈り（2009年ポール）
- ミス・サイゴン（2014年）
- ショウ・ボート（2015年）
- エリザベート（2015年）
- ミー&マイガール（2015年）
- I Love Musical（2016年）
- エリザベート（2016年）
- 屋根の上のバイオリン弾き(2017)
- 恋する♡ヴァンパイア(2018年)
- ノートルダムの鐘(2018年)
- マイ・フェア・レディ(2018年)
- ラヴ・ネヴァー・ダイズ(2019年)
- エリザベート（2019年）
- 天国の本屋(2020年)
- メリー・ポピンズ(2026年公演予定)[2]